# Лужани (Сански Мост)
Село Лужани (општина Сански Мост) се налази у Унско-Санском кантону босанско-херцеговачког ентитета федерације Босне и Херцеговине.

## Географски положај
Граничи се са селима Томина, одвојено мањом речицом, на југоистоку, Кијево на југозападу, Крухари на југу, Чапље на североистоку на десној и Кљевци на истоку, на левој страни водотока реке Сане.
Село се налази на десној страни водотока реке Сане. Од корита реке прве куће разграничава равничарско пространство, по ширини од око 1.000 и по дужини од око 3.000-4.000 метара. Куће се даље распростиру на благим узвишењима, брежуљцима, иначе ратарско плодном и обрадивом земљишту. Од равничарског дела земљишта које је коришћено само за косидбу траве и испашу стоке, насеље је одвојено асфалтним регионалним путем. Општински центар, Сански Мост па и село преко овог пута (Сански Мост—Кључ), повезани су са важнијим и дужим, магистралним путем М5, некада званом „пут АВНОЈ-а“, на југозападу према Кључу, Јајцу, Босанском Петровцу и Бихаћу, а према североистоку село и Сански Мост као општински центар истим путем повезани су са Приједором и Бањом Луком као већим општинама у регији, познатој под називом Босанска Крајина, која се простире на оба ентитета у Босни и Херцеговини.

## Историја
Мушко становништво села масовно је стрељано 2. августа 1941. године. Преживели су само 2-3 одрасла мушкарца, која су пре тог злочина одведени у заробљеништво и један је под необјашњеним околностима преживео стрељање иако је био одведен пред строј.
Између Првог и Другог светског рата, па све до грађанског рата 1991—1995. године већинско становништво је било српско.
После Другог светског рата село није имало верске објекте ни једне вероисповети. Пре грађанског рата 1991—1995. године становништво је било постигло солидан животни стандард, нарочито у односу на ниво животног стандарда и услове живота пре и 20 година после Другог светског рата. Сва домаћинства су имала нове куће, потпуно опремљене и снабдевене савременим покућством.
У селу је била изграђена водоводна мрежа и канализација, инсталирана електро и ПТТ мрежа, механизована обрада пољопривредног имања, земљишта, воћњака, обезбеђен превоз и саобраћај до општинског центра и шире међумесни саобраћај. Овакав ниво животног стандарда био је карактеристичан за целу регију па и Републику Босну и Херцеговину.

## Демографија
Село је 60-их и 70-их година 20. века имало око 30 домаћинстава и преко 200 становника. После војне операције познате као „Сана“, од октобра 1995. године је остало без становника, а куће су порушене минирањем. Повратак становништва није у изгледу. Од 1995. до јуна 2005. године из два домаћинства вратила су се три становника, један у једно, а двоје у друго домаћинство. Према попису становништва Федерације Босне и Херцеговине из 2013. године, у селу је живело свега 13 становника у мање или укупно 3 домаћинства.
| Националност | 1991.        | 1981.        | 1971.        | 1961.        |
| Срби         | 162 (93,10%) | 192 (75,29%) | 164 (72,57%) | 161 (77,40%) |
| Хрвати       | 10 (5,75%)   | 63 (24,71%)  | 62 (27,43%)  | 47 (22,60%)  |
| Југословени  | 2 (1,15%)    | 0 (0,00%)    | 0 (0,00%)    | 0 (0,00%)    |
| Укупно       | 174          | 255          | 226          | 208          |